# ریوگا سوزوکی
ریوگا سوزوکی (انگلیسی: Ryuga Suzuki؛ زادهٔ ۲۸ فوریهٔ ۱۹۹۴) بازیکن فوتبال اهل ژاپن است.
از باشگاه‌هایی که در آن بازی کرده‌است می‌توان به باشگاه فوتبال جف یونایتد ایچیهارا چیبا، باشگاه فوتبال کاشیما آنتلرز، و باشگاه ورزشی توچیگی اشاره کرد.
وی همچنین در تیم‌های ملی فوتبال زیر ۱۷ سال ژاپن و زیر ۲۰ سال ژاپن بازی کرده‌است.